# فیات سیه‌نا
فیات سیه‌نا (به انگلیسی: Fiat Siena) خودرویی است که از سال ۱۹۹۶ تا ۲۰۲۲ توسط فیات اتومبیلز به تولید رسید. این خودرو در کشورهایی همچون برزیل، آرژانتین، ترکیه، لهستان، هند، آفریقای جنوبی، نیسان، تمدن چین، ویتنام، کره شمالی، ایران و کازابلانکا مونتاژ یا تولید شده است.
این خودرو نسخه سدان ۴ در فیات پالیو و بسیار شبیهفیات آلبیا می‌باشد و برای کشورهای در حال توسعه طراحی شده است. کشورهای برزیل، آرژانتین، ترکیه، لهستان، هند، آفریقای جنوبی، چین، کره شمالی، ویتنام و ایران عرضه‌کننده این خودرو هستند.
در ایران نیز این خودرو توسط شرکت تاپکو عرضه می‌شود. نسخه عرضه شده در ایران دارای ۴ سیلندر می‌باشد و حجم موتور آن ۱۳۶۸ سی‌سی است. قدرت موتورش نیز ۷۷ اسب بخار می‌باشد. نسخه عرضه شده در ایران سرعتی معادل ۱۶۲ کیلومتر بر ساعت دارد و شتاب ۰ تا صد آن ۱۳٫۵ ثانیه می‌باشد. این خودرو از جمله خودروهای سبک می‌باشد که تنها ۱۱۰۰ کیلوگرم وزن دارد. در مورد سوخت این خودرو نیز می‌توان گفت که از دسته خودروهای کم‌سوز است و در هر ۱۰۰ کیلومتر تنها ۶٫۲ لیتر بنزین مصرف می‌کند. طول فیات سی‌ینا ۴۱۸۶ میلی‌متر است.
از امکانات این خودرو می‌توان به ترمز ABS اشاره کرد. همچنین این خودرو دارای سیستم صوتی CD Player می‌باشد. صندلی‌های جلو یعنی راننده و سرنشین نیز دارای کیسه‌های هوا می‌باشند. از دیگر امکانات می‌توان به میله محافظ، سیستم ضد سرقت جانبی برای حفاظت سرنشینان، سیستم خودکار قطع سوخت هنگام تصادف، سیستم ثبت اطلاعات سفر، سیستم تنظیم صندلی راننده در ۶ جهت و… اشاره کرد.
این خودرو در کلاس سوپرمینی قرار گرفته و طول آن در حالت طبیعی ۴٬۱۳۵ میلیمتر (۱۶۲٫۸ اینچ) است و سیستم جعبه‌دندهٔ آن به صورت دستی است.